# Мужская сборная Вьетнама по хоккею на траве
Мужская сборная Вьетнама по хоккею на траве — национальная команда по хоккею на траве, представляющая Вьетнам в международных соревнованиях. Управляется Федерацией хоккея на траве Вьетнама.

## История
Мужская сборная Вьетнама никогда не участвовала в крупных международных и континентальных турнирах — летних Олимпийских и Азиатских играх, чемпионатах мира и Азии, Кубке Азиатской федерации хоккея на траве.
Она была впервые сформирована для участия в Играх Юго-Восточной Азии 2013 года в Мьянме. Вьетнамцы стали последними в турнире пяти команд, проиграв все матчи. Они потерпели поражения от сборных Сингапура (0:12), Малайзии (0:13), Мьянмы (1:8), Таиланда (0:8).
В 2017 году вьетнамские хоккеисты вновь участвовали в Играх Юго-Восточной Азии, проходивших в Малайзии. В турнире по индорхоккею они заняли 5-е место среди шести команд. В предварительном круговом турнире сборная Вьетнама проиграла Индонезии (0:11), Малайзии (0:15), Сингапура (0:2), Таиланда (0:11) и одержала первую победу над Филиппинами (5:1). В матче за 5-6-е места вьетнамцы вновь выиграли у филиппинцев (7:0). Лучшим снайпером команды на Играх стал Нгуен Тхьен Нят Нгиа, забивший четыре мяча.

## Результаты выступления

### Игры Юго-Восточной Азии
- 2013 — 5-е
- 2017 — 5-е